# هوشسالکووی
هوشسالکووی (به چکی: Hošťálkovy) یک منطقهٔ مسکونی در جمهوری چک است که در شهرستان برونتال واقع شده‌است. هوشسالکووی ۲۷٫۷۸ کیلومتر مربع مساحت و ۵۸۹ نفر جمعیت دارد و ۴۰۰ متر بالاتر از سطح دریا واقع شده‌است.